# Бомбони, Эудженио
Эудженио Бомбони (итал. Eugenio Bomboni, 27 января 1930, Флоренция — 19 июля 2015, Рим — итальянский спортивный журналист и организатор велогонок.

## Биография
В начале 1950-х годов он начал своё сотрудничество с тосканской редакцией газеты «L'Unità», в которой затем около тридцати лет работал спортивным репортером.
В 1961 году, переехав в Рим, начал свою деятельность в качестве организатора итальянских и мировых любительских велогонок, что в девяностые годы также привело его к посту президента Международной ассоциации организаторов.
Среди основных организованных гонок — Гран-при Либерационе, которая традиционно проходит 25 апреля в Риме вокруг Термы Каракаллы и считается настоящим весенним чемпионатом мира — сначала для любителей, а затем и для гонщиков до 23 лет; созданная им в 1976 году многодневная гонка Джиро делле Реджони для национальных сборных; Coppa delle Nazioni в формате командной гонки с раздельным стартом для элитных команд в возрасте до 23 лет.
Также Эудженио Бомбони активно занимался женским велоспортом. В частности он был промоутером и организатором Джиро д’Италия Донне, женского эквивалента Джиро д’Италия. Являлся основателем и президентом велоклуба Velo Club Primavera Ciclistica.
В послужном списке Бомбони ряд соревнований по маунтинбайку. Продвигал спортивное партнёрство с федерацией велоспорта Сенегала и турнир Masters Raid в Португалии.
Был награждён серебряной звездой Национального олимпийского комитета Италии (CONI).
Скончался в Риме в возрасте 85 лет.